# Urechești (okręg Ardżesz)
Urechești – wieś w Rumunii, w okręgu Ardżesz, w gminie Cicănești. W 2011 roku liczyła 456 mieszkańców.